# Aquilonia (Włochy)
Aquilonia – miejscowość i gmina we Włoszech, w regionie Kampania, w prowincji Avellino.
Według danych na 1 stycznia 2022 roku gminę zamieszkiwały 1493 osoby (775 mężczyzn i 718 kobiet).